# Primula minutissima
Primula minutissima är en viveväxtart som beskrevs av Venceslas Victor Jacquemont och Jean Étienne Duby. Primula minutissima ingår i släktet vivor, och familjen viveväxter. Inga underarter finns listade i Catalogue of Life.